# Senticolis triaspis
Senticolis triaspis är en ormart som beskrevs av Cope 1866. Senticolis triaspis är ensam i släktet Senticolis som ingår i familjen snokar.
Arten är med en längd av cirka två meter en stor och ganska smal orm. Den lever i Nord- och Centralamerika. Individerna vistas i skogar och de klättrar ibland i träd. Födan utgörs av ödlor, små fåglar och små däggdjur. Honor lägger ägg.

## Underarter
Arten delas in i följande underarter:
- S. t. intermedia
- S. t. mutabilis
- S. t. triaspis